# Редькін Микола Юхимович
Микола Юхимович Редькін (6 грудня 1907 — 3 січня 1985) — командир саперного взводу 30-го гвардійського саперного батальйону 26-ї гвардійської стрілецької дивізії 11-ї гвардійської армії 3-го Білоруського фронту, гвардії лейтенант.

## Біографія
Народився 6 грудня 1907 року в селищі Мінеральні Води, нині Ставропольського краю.
В Червону армію призваний у 1941 році. В 1942 році закінчив Вищу військово-інженерну школу. На фронті Другої світової війни з червня 1942 року. Воював на Закавказькому, Північно-Кавказькому, Прибалтійському, 1-му Прибалтійському, 3-му Білоруському фронтах.
Командир саперного взводу 30-го гвардійського саперного батальйону 26-ї гвардійської стрілецької дивізії, 11-ї гвардійської армії, 3-го Білоруського фронту гвардії лейтенант Микола Редькін особливо відзначився при визволенні Мінської області Білорусі.
Указом Президії Верховної Ради СРСР від 24 березня 1945 року за зразкове виконання бойових завдань командування і проявлені при цьому мужність і героїзм гвардії лейтенанту Редькіну Миколі Юхимовичу присвоєно звання Героя Радянського Союзу з врученням ордена Леніна і медалі «Золота Зірка».
З 1946 року в запасі. Жив у Краснодарі. Доктор сільськогосподарських наук (1969 рік), професор (1970 рік). Помер 3 січня 1985 року.